# Кафтанджиоглу, Джанан
Джанан Кафтанджиоглу (тур. Canan Kaftancıoğlu, род. 3 февраля 1972) — турецкая женщина-политик, член Республиканской народной партии. Глава стамбульского отделения партии.

## Биография
Родилась в селении Чифтлик Сарыджа, была вторым ребёнком в семье. Её отец был учителем начальных классов, мать — домохозяйкой. После получения школьного образования в Орду переехала в Стамбул, там в 1995 году окончила медицинский факультет Стамбульского университета.

### Политическая карьера
В 2011-12 годах занимала должность вице-президента отделения Республиканской народной партии в Стамбуле, отвечала за взаимодействие с прессой, и связи со СМИ. В 2012-14 годах была региональным представителем партии. В 2014 году баллотировалась в главы Малтепе. На 36-м очередном региональном конгрессе (съезде) Республиканской народной партии 13 января 2018 года Кафтанджиоглу была избрана главой регионального отделения партии в Стамбуле.

### Преследования
Правительство Реджепа Эрдогана начало судебное преследование оппозиционерки за её посты в соцсети Twitter в 2012—2017 годы, поддерживавшие антиправительственные протесты 2013 года, признавашие геноцид армян и критиковавшие возможное участие властей Турции в убийстве троих активисток Рабочей партии Курдистана в Париже.
6 сентября 2019 года суд в Стамбуле в приговорил её к 9 годам, 8 месяцам и 20 дням (срок был подтверждён 23 июня 2020 года) тюремного заключения по обвинению в «пропаганде терроризма», «оскорблении представителей власти», в том числе президента страны и его семьи, и «разжигании розни». На суде Кафтанджиоглу цитировала стихи Назыма Хикмета. Поскольку процесс происходил после победы её политической силы на ряде местных выборов, включая мэра Стамбула, её собственная Республиканская народная партия, а также Партия демократии народов назвали дело политически мотивированным.
Хотя Кафтанджиоглу впоследствии принесла извинения Эрдогану, после её поддержки протестов в Босфорском университете 2021 года президент назвал её «террористкой Революционной народно-освободительной партии-фронта» и вызвал встречный иск от оппозиционерки.
После апелляции РНП кассационный суд в мае 2022 года сократил срок приговора Кафтанджиоглу до 4 лет и 11 месяцев (по турецкому законодательству, приговор до 5 лет лишения свободы может быть условным, однако осужённой будет запрещено заниматься политической деятельностью).

### Личная жизнь
Замужем за Али Наки Кафтанджиоглу, который приходится сыном писателю Умиту Кафтанджиоглу. С будущим мужем познакомилась во время своей работы врачом скорой помощи.